# 瀬戸市立図書館
瀬戸市立図書館（せとしりつとしょかん）は、愛知県瀬戸市の公共図書館。東松山町にある本館のほかに、分室としてパルティせとに情報ライブラリーがある。1970年に建設された現行館は老朽化が進んでおり、2016年には施設改修や移転も視野に入れた整備基本構想が策定された。

## 歴史

### 開館前

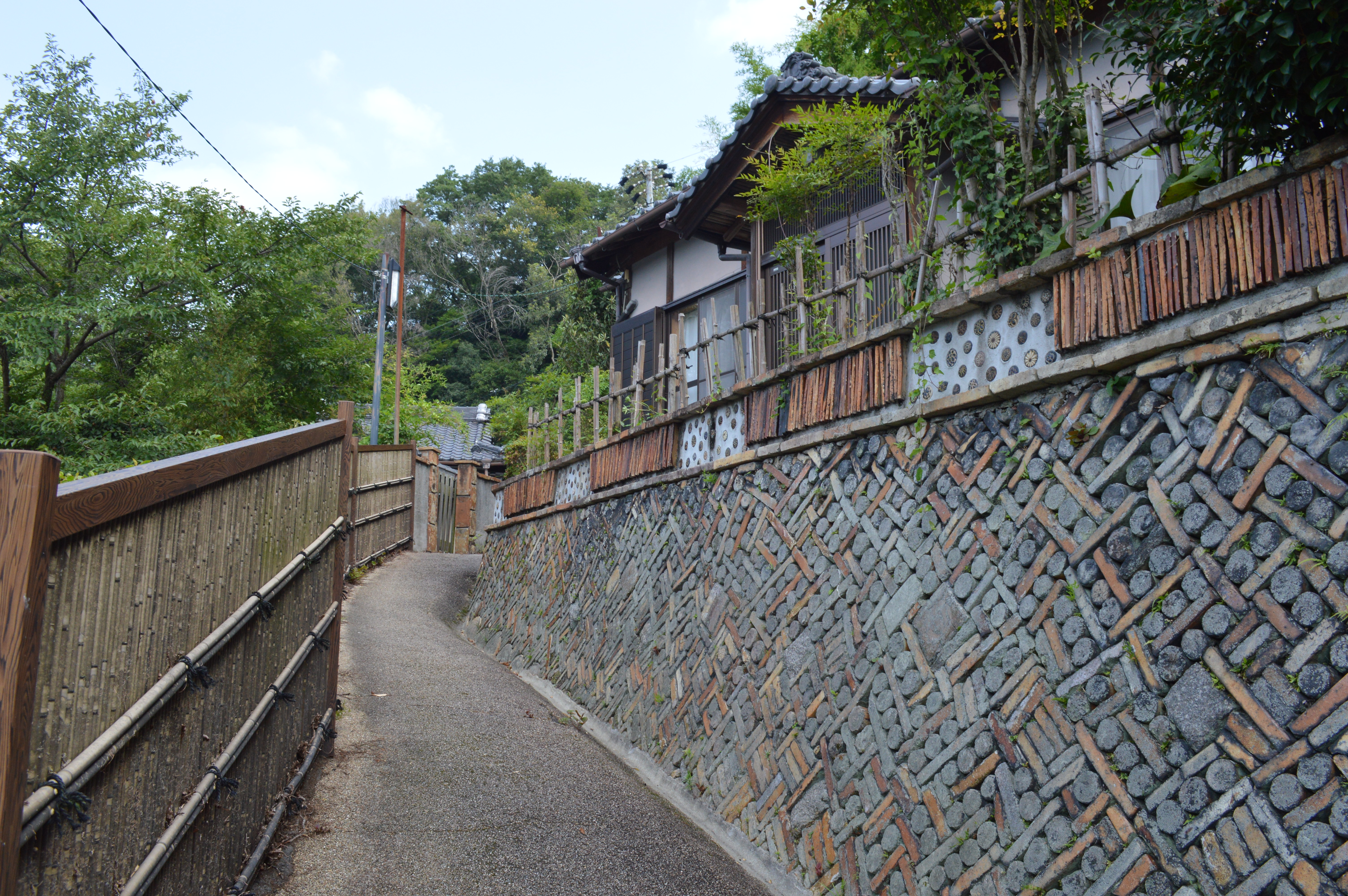
瀬戸市内の路地

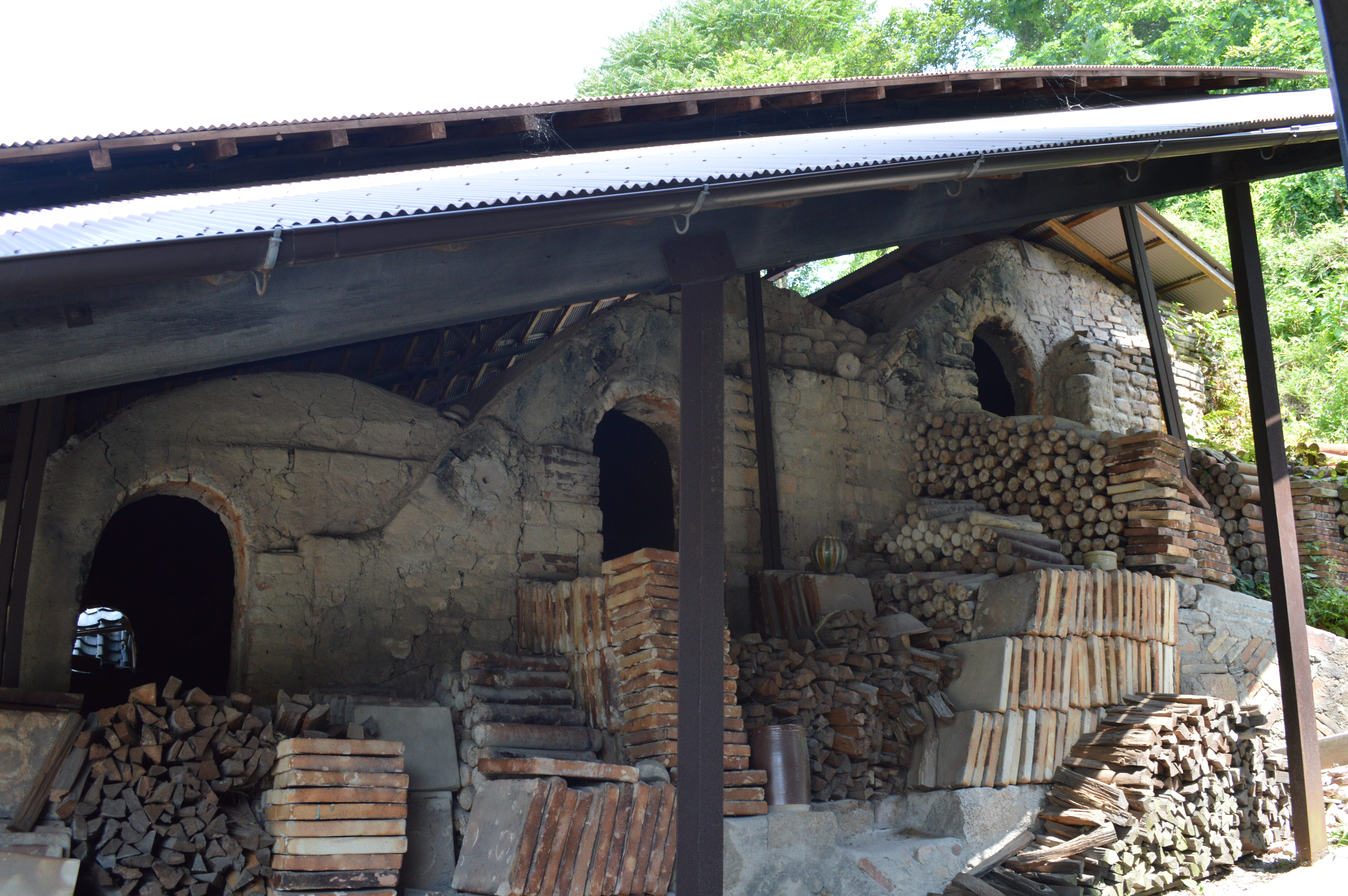
瀬戸市内の登り窯

瀬戸焼が生まれた瀬戸は古くから「焼き物の町」として栄え、「瀬戸物」は陶磁器の総称として一般名詞化した。瀬戸は「尾張の小江戸」とも呼ばれる職人の町だった。第一次世界大戦時にはアメリカ合衆国や中国への輸出で活況を呈し、1929年（昭和4年）には愛知県で5番目に市制を施行して瀬戸市が誕生した。
1940年代前半の愛知県においては、名古屋市（名古屋市図書館）、豊橋市（豊橋市図書館）、岡崎市（岡崎市立図書館）、半田市（半田市立図書館・半田市立亀崎図書館）、一宮市（一宮市立図書館）などの各市に加えて、海部郡津島町（津島町立図書館）、南設楽郡新城町（新城図書館）、碧海郡刈谷町（刈谷町立刈谷図書館）、碧海郡新川町（新川町立新川文庫）、知多郡阿久比村（阿久比村立図書館）、知多郡横須賀町（横須賀町立図書館）、知多郡大高町（大高町立図書館）、などの各町にも図書館が設置されていた。ローカル紙である陶都新聞は図書館設置に向けた運動を展開し、市民に対して図書の寄贈を呼び掛けた。戦中には瀬戸市出身の前線の兵士からも、図書や寄付金が寄せられたという。
1941年（昭和16年）には瀬戸図書館開設準備委員会が発足しているが、市民生活が厳しさを増した1942年（昭和17年）後半には図書館設置運動が陰りを見せた。1943年（昭和18年）には市民からの募金のみで準備費用を賄っていたが、瀬戸市は1944年（昭和19年）に初めて図書館予算を計上し、司書を採用して開館準備にあたらせた。戦時中ということもあって新刊はほとんど出版されておらず、古本を買い集めて蔵書を揃えている。1944年から1945年（昭和20年）には瀬戸市街地も空襲に遭い、集めていた図書の一部が共存園北分室に疎開したと伝えられる。

### 蔵所町時代(1945-1952)

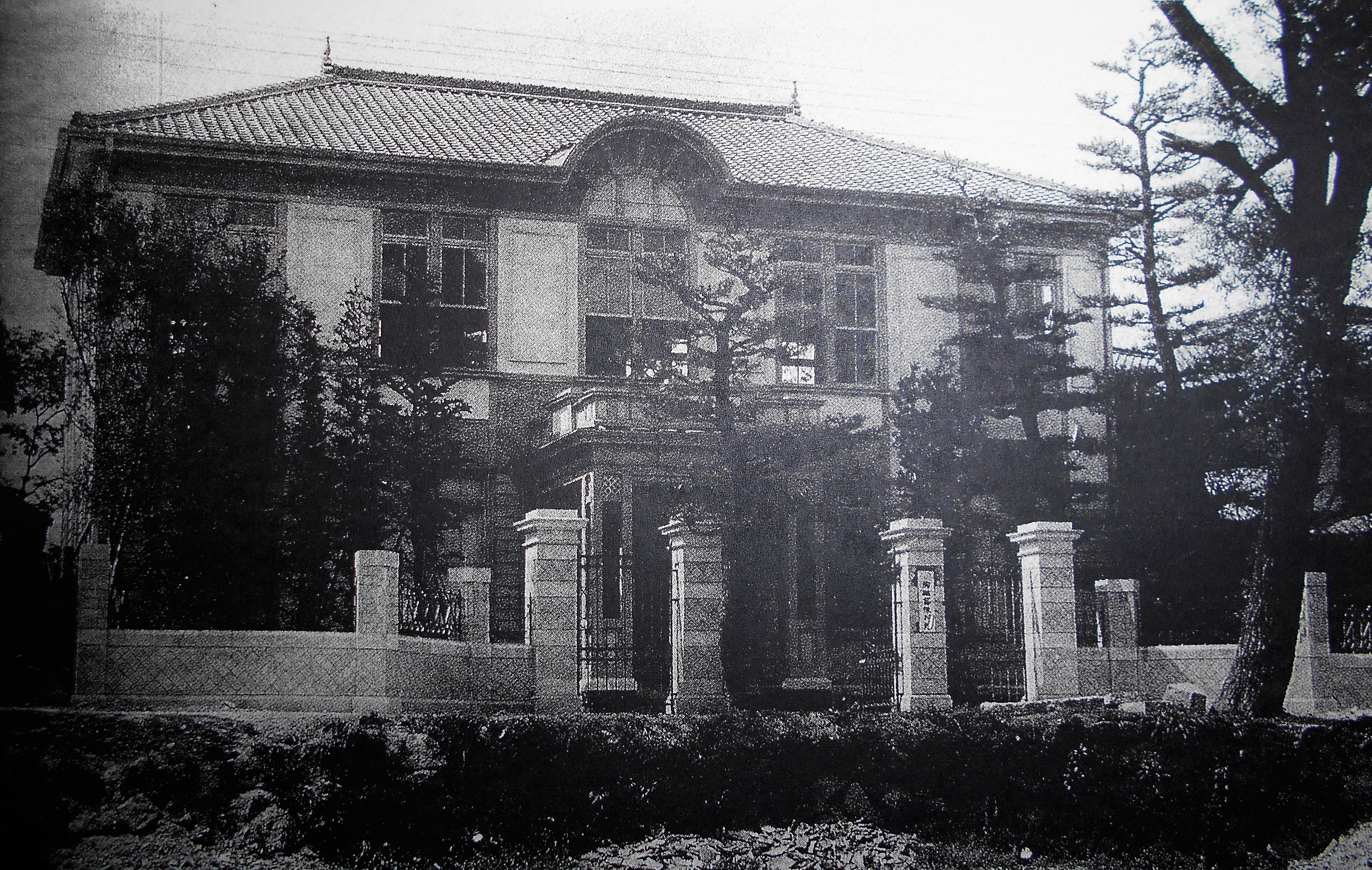
図書館が入っていた陶磁器陳列館

瀬戸川に架かる蔵所橋の正面、陶磁器陳列館として使用していた建物の2階東側半分（23.75坪）を図書館に転用。陶磁器陳列館は1914年（大正3年）竣工の木造2階建洋館だった。記録上の開館日は1945年7月1日であるが、愛知県知事から図書館設置の認可が下りたのは8月7日であり、瀬戸市が受理したのは8月12日である。受理からわずか3日後の8月15日には終戦を迎えた。1945年度の予算には館長・司書・事務・用務員それぞれ1人の給料が含まれているが、実際に採用されていた職員の人数は定かでない。記録上の開館日である7月1日時点の蔵書数は2,412冊だった。愛知県の市部では7番目の開館である。開館時の瀬戸市にあった文化教育施設は瀬戸市公会堂と瀬戸市陶磁器陳列館のみだった。元館長の佐橋兼夫は「軍国主義一色の中で、平和な文化施設の図書館が生まれたのは、全国でもまれなケース」と述べている。
1945年の開館当時、館外貸出には5銭を支払う必要があり、さらに保証金10円を預ける必要があった。物価の高騰によって1946年（昭和21年）7月17日には値上げされ、館外貸出料は10銭、保証金は20円となった。とはいえ、実際には館長裁量で館外貸出料が無料となっていたともいわれる。1946年前半の利用者数は約300人/月だったが、1946年後半には600人弱/月に増加した。利用者の内訳は学生が39%、児童を含む無職が27%、会社員が12.5%、官公吏が10.2%、工員が7%、教員が2%、農業が1%などだった。
1948年（昭和23年）には陶磁器陳列館の西隣にある参考館（瀬戸市役所西分所）の1階東側（25坪）に移転した。1950年（昭和25年）に図書館法が公布されると、同年12月には瀬戸市立図書館設置条例が改訂され、1951年（昭和26年）7月に利用規約が改訂された。これによって保証金や館外貸出料が廃止され、10歳以上だった年齢制限も廃止された。

### 複合施設時代(1952-1966)

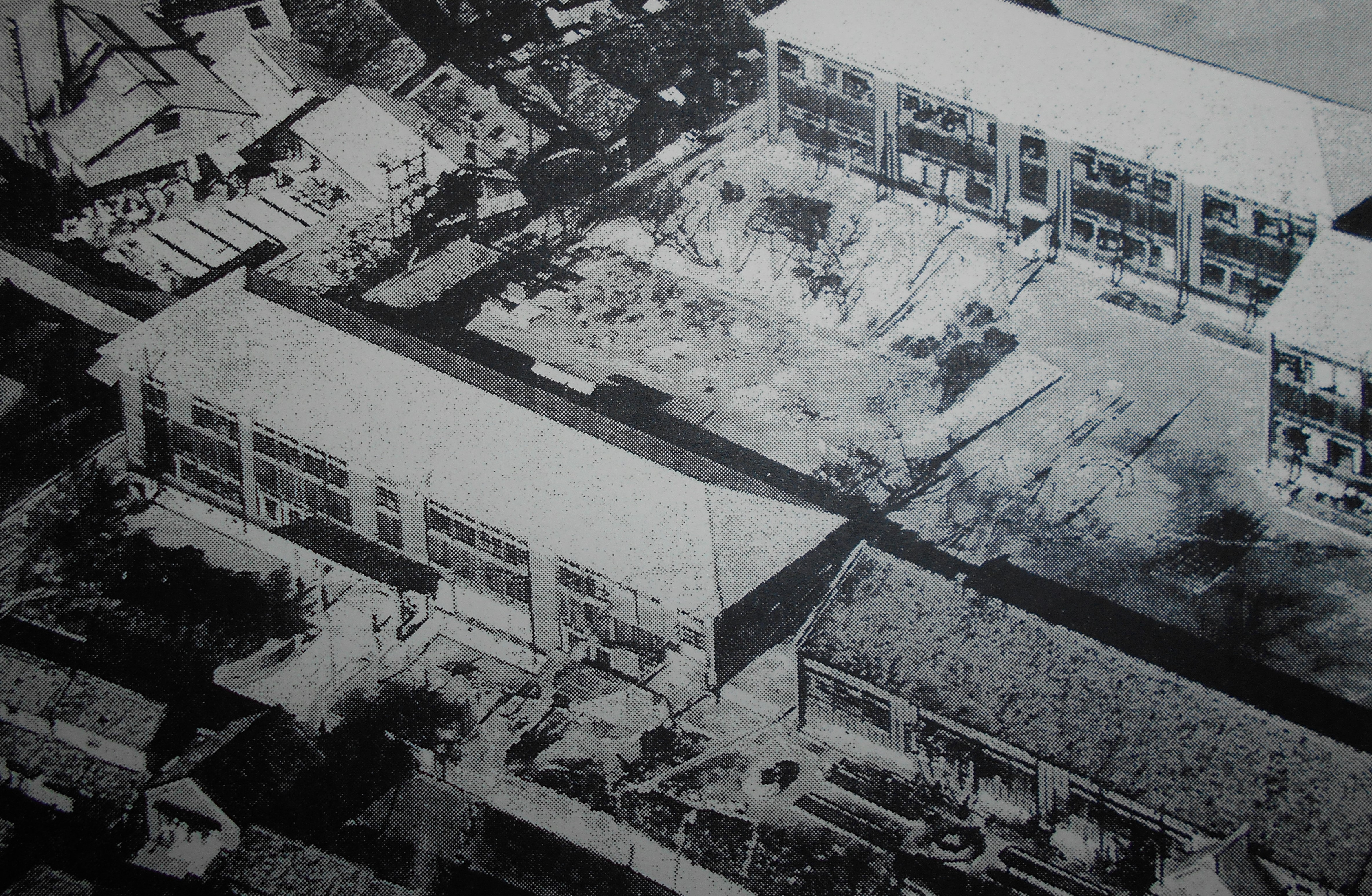
図書館が入っていた複合施設

宮脇町にある瀬戸市立深川小学校の校舎が空いたため、1階を瀬戸市立図書館、2階を瀬戸市中央公民館とする複合施設に改修された。参考館の図書館は1952年（昭和27年）5月から休館し、6月14日に複合施設内の図書館が開館した。4教室分の353.1m2（107坪）が図書館にあてがわれ、うち1教室が一般閲覧室に、1教室が特別閲覧室と児童閲覧室に、1教室が閉架書庫に、1教室が館長室と用務員室となった。
複合施設移転時の蔵書数は約11,200冊である。小学校の敷地内にあったために児童の利用が増え、また上階に中央公民館があったために公民館の利用者も図書館に立ち寄るようになった。それまでは瀬戸市教育長が図書館長を兼任していたが、1953年（昭和28年）には河合捨男が初の専任館長に就任した。1959年（昭和34年）9月26日の伊勢湾台風では複合施設内の新聞や雑誌が水浸しになる被害が出たほか、裏庭の倉庫に保管されていた寄贈資料も濡れて廃棄せざるを得なかった。
1950年代には会館・公民館・図書館を併せ持つ総合会館の建設が検討されたが、結局は瀬戸市民会館が単独施設として1959年に開館した。1965年（昭和40年）には蔵書冊数25,373冊、貸出冊数17,167冊であり、特に児童書が多く読まれた。公民館と図書館の新築も計画され、まずは1969年（昭和44年）に瀬戸市中央公民館が、1970年（昭和45年）に瀬戸市立図書館が新築で開館することとなる。

### 仮館舎時代(1966-1970)
1964年（昭和39年）には東京大学愛知演習林の施設が東松山町から五位塚町に移転したため、1966年（昭和41年）には木造瓦葺き平屋の学生宿舎を改造し、図書館の仮館舎に転用した。この建物の延床面積は複合施設時代とさほど変わらない522m2であり、学生向け寝室が書庫に転用されている。複合施設の図書館は1966年（昭和41年）6月21日から休館し、7月10日に仮館舎で再開館した。再開館時の蔵書数は約26,600冊だった。
仮館舎は丘を越えた位置にあり、奥まった場所にひっそりと存在していたため、複合施設時代と比べて利用者数は半減した。1965年の貸出冊数17,167冊が1966年には約8,500冊となり、特に児童書の減少数が大きかった。利用者数低迷の打開策としては、新刊紹介の郵便受け配布、貸出方法の改善などが行われている。1969年4月には利用者カード式からブラウン方式に切り替えたが、当時の愛知県でブラウン方式を採用している自治体はまだ少なかった。

### 現行館時代(1970-)

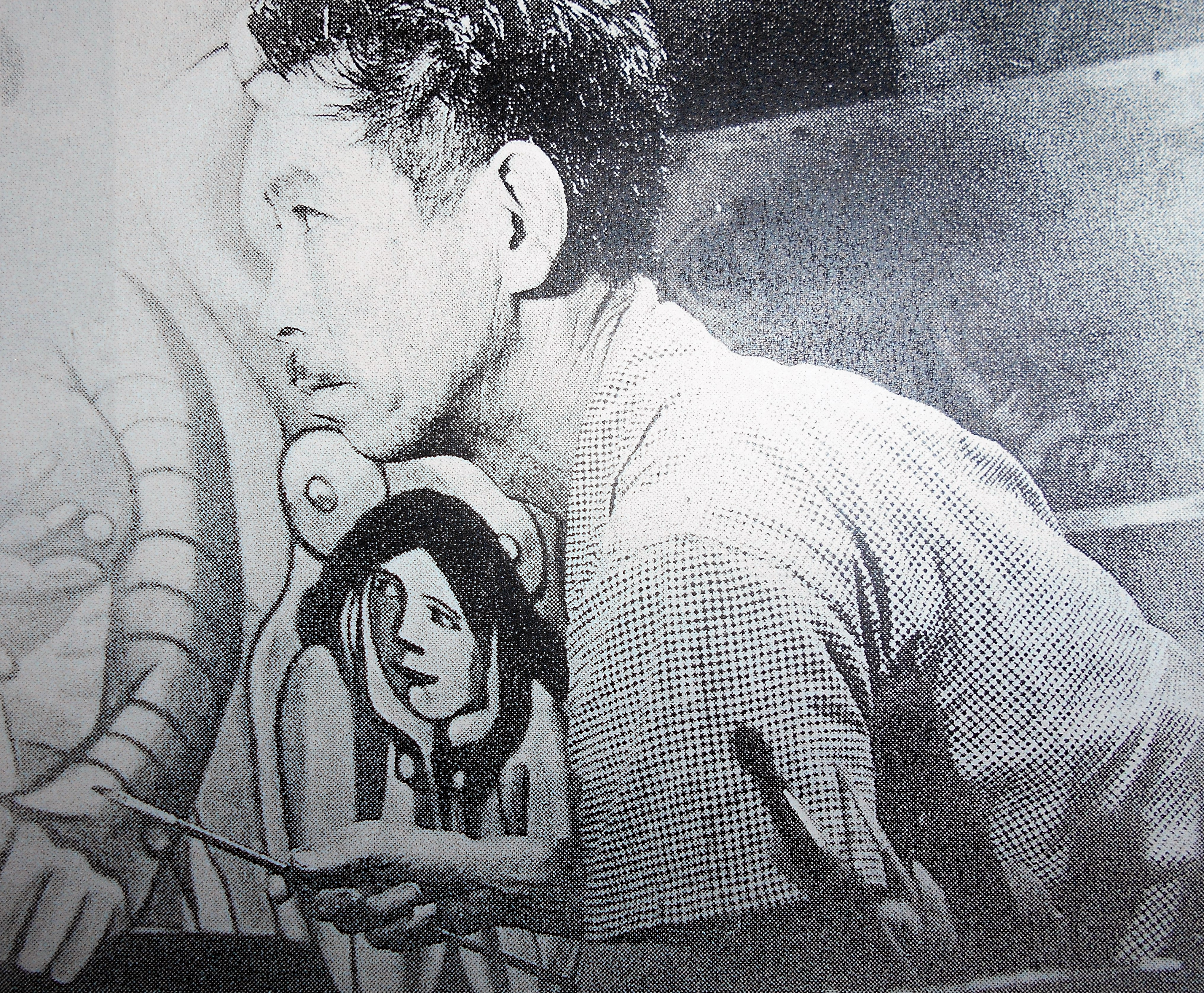
長らく瀬戸市で暮らした北川民次

瀬戸市制施行40周年（1969年）記念事業として新館の建設が計画され、国庫補助や愛知県の補助を受けて建設された。1969年9月に起工、1970年3月31日に竣工、6月16日に開館した。国庫補助を受けられる目安が延床面積1,000m2だったため、延床面積は1,220.5m2となった。総建設費は7,480万円であり、国と県からの補助金がそれぞれ300万円、市町村助成交付金が600万円、建設事業市債が2,500万円、残りが一般財源だった。
外壁には瀬戸市在住の北川民次が原画を描いた壁画が設置された。開館時の蔵書数は約32,400冊だった。初めて全館に冷暖房が導入され、やはり初めて館内に公衆電話が設置された。開館時の蔵書数は約32,000冊であり、書架の占有比率は45%、開架率は100%とゆとりある書架だったが、図書の回転率は全国平均を下回っていた。1971年（昭和46年）には移動図書館車の運行を開始している。
開館した1970年度に14,000冊だった貸出冊数は、1977年度（昭和52年）には100,000冊を超えた。1970年代の10年間には蔵書冊数が約2倍に増えたため、1981年（昭和56年）には本館南東に閉架式書庫と参考室（今日の事務室）を増築している。1987年（昭和62年）にはコンピュータを導入し、貸出や返却の手続きが効率化された。

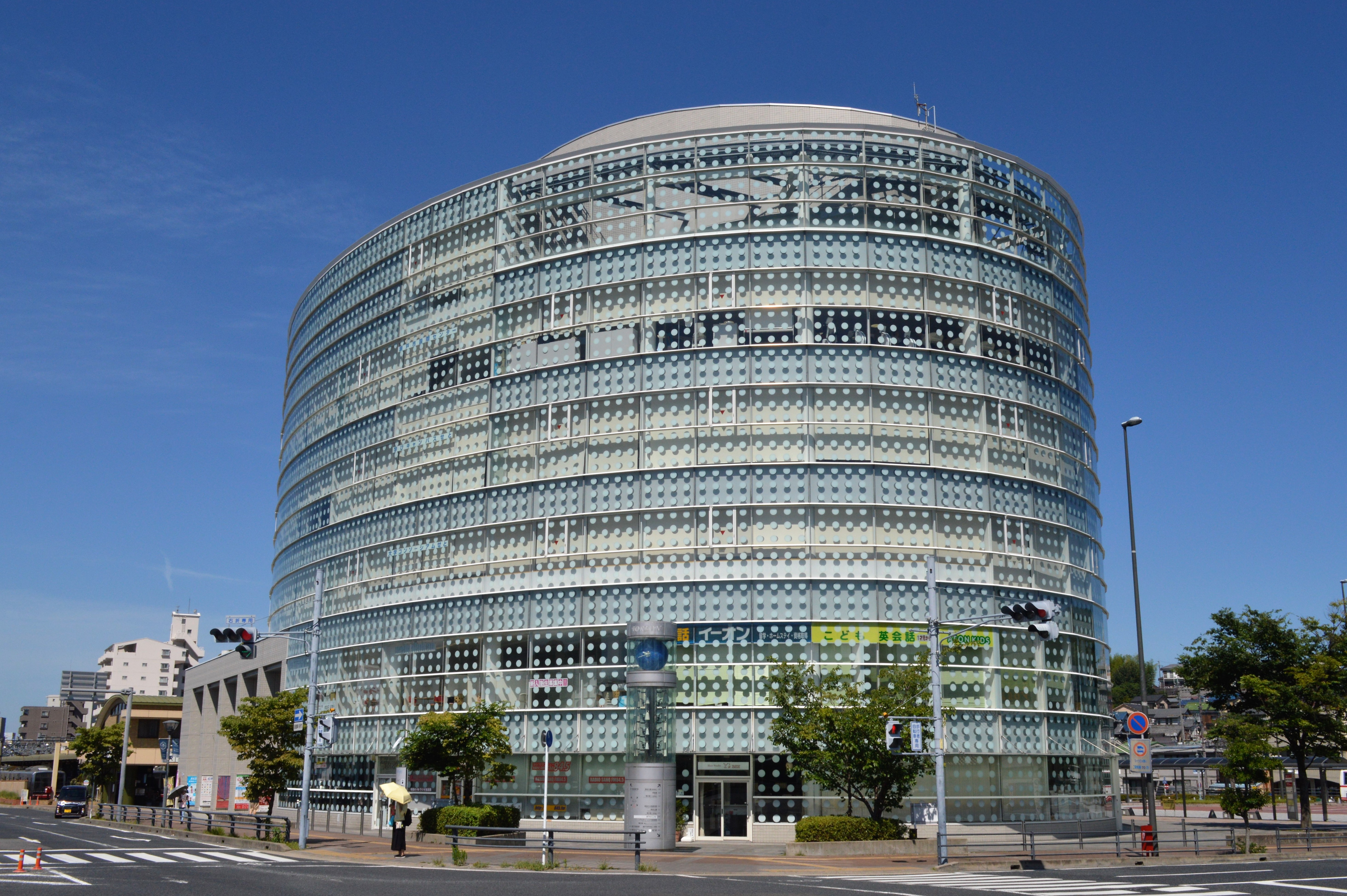
分室の情報ライブラリーがあるパルティせと

1996年（平成8年）には全100ページの創立50周年記念誌『おかげさまで50年 瀬戸市立図書館誌』を刊行した。1997年度（平成9年度）から1998年度（平成10年度）には図書館職員と図書館以外の市役所職員によるワーキンググループが研究を行い、1999年（平成11年）には「21世紀の図書館像をもとめて 図書館基本構想指針」を策定した。この時点でも図書館は手狭で老朽化が進行しているとし、中央館と地域間のシステム化などを提言している。
1999年1月には瀬戸図書館友の会が設立され、2000年度からは図書館と友の会が協力して図書館まつりを開催している。1999年9月には1階の参考室に利用者用パソコンを設置し、インターネットや百科事典CD-ROMの閲覧などが可能となった。インターネットの利用料は1時間300円である。2000年度（平成12年度）には総事業費4,000万円で改修工事を行い、電算システムの更新、ブックディテクションシステム(BDS)の導入、児童コーナーの80m2から140m2への拡充やおはなしスペースの設置、資料検索機の増設などを行った。

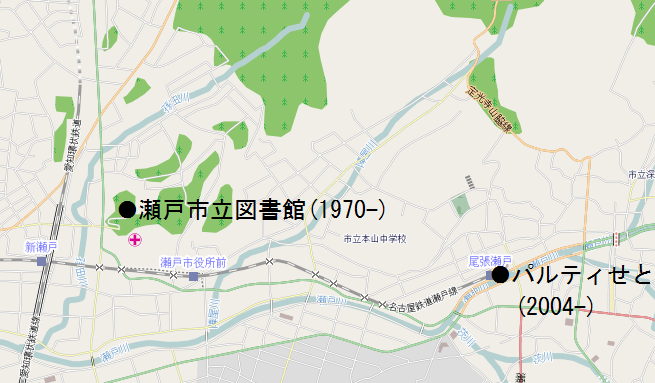
瀬戸市立図書館とパルティせとの位置関係

2001年（平成13年）2月には資料検索や貸出予約ができるウェブサイトを開設した。ウェブサイト上で資料検索を行えるのは愛知県で6番目であり、ウェブサイト上から図書の予約ができるのは愛知県初である。2002年（平成14年）8月には貸出中の図書を館内の端末から予約できるシステムを導入した。それまでは端末で貸出中かどうか検索した後に、カウンターに予約カードを提出する必要があった。館内の端末から予約できるシステムを導入したのは瀬戸市立図書館が愛知県初である。2002年11月には瀬戸市保健センターで行われる6か月検診を利用してブックスタート事業を開始した。
2004年（平成16年）に尾張瀬戸駅前に複合商業施設パルティせとが開館すると、2006年には約1,800冊の新刊をパルティせとで貸出できるサービスを開始した。2007年（平成19年）12月には図書の配架を約10,000冊に増やし、分室としての機能を強化した。2007年（平成19年）12月から2008年（平成20年）3月まで、本館は改修工事のために休館している。駐車可能台数の増加（約3倍の104台）、専用パソコン室の設置、天井のアスベストの完全撤去、耐震補強工事などが行われ、4月1日に再開館した。2008年度には運営が民間業者に業務委託され、開館時間の延長や、月曜日の開館（週の定期休館日の廃止）などサービスの向上が図られた。2009年度からはパルティせとで雑誌の貸出を開始した。2016年（平成28年）には施設改修や移転も視野に入れた整備基本構想が策定された。その後、現図書館施設の継続利用を前提とした図書館サービスの充実に舵が切られ、2019年7月に開催された図書館協議会においても教育長から「図書館は現施設を継続利用する方針である」といった市の方針が示された。

## 移動図書館
| 移動図書館車「せと号」の変遷 | 移動図書館車「せと号」の変遷 | 移動図書館車「せと号」の変遷 | 移動図書館車「せと号」の変遷 | 移動図書館車「せと号」の変遷 |
| 代                           | 使用期間                     | 車種                         | 書架形式                     | 積載冊数                     |
| ---------------------------- | ---------------------------- | ---------------------------- | ---------------------------- | ---------------------------- |
| 初代                         | 1971年-1980年                | 日産・キャブオール           | 内書架式                     | 700冊                        |
| 2代                          | 1980年-1990年                | 日産・シビリアン             | 不明                         | 2,000冊                      |
| 3代                          | 1990年-2005年                | 日産・シビリアン ハイルーフ  | 内外書架式                   | 3,000冊                      |

瀬戸市の北部や東部は平坦地が少なく、図書館サービスが遅れていたため、移動図書館が本館の図書館サービスを補った。1971年（昭和46年）には移動図書館車「せと号」の運行を開始した。1971年度（昭和46年度）に約10,000冊だった移動図書館の貸出冊数は、1977年度（昭和52年度）にピークに達した。この年度には移動図書館のみで約38,600冊を貸出しており、総貸出冊数の40%近くに達している。
1980年（昭和55年）には瀬戸ライオンズクラブから更新代の寄付を受けて、2,000冊収容の日産・シビリアンに更新した。1990年（平成2年）には再び瀬戸ライオンズクラブから更新代の寄付を受けて、マイクロバスを改造したディーゼル車に更新した。この3代目「せと号」の車両は3,000冊を収容できる。2001年度（平成13年度）には14か所を月1回、市内の小中学校9校を年1-3回巡回し、約17,600冊を貸出した。
自動車NOx・PM法の影響で、2005年度（平成17年度）から3代目の車両が運行禁止となった。買い替え費用が高額であることに加えて、移動図書館の利用者数が減少傾向にあったことから、2004年度末で移動図書館車の運行を取りやめた。

## 特色

### 大学コンソーシアムせと

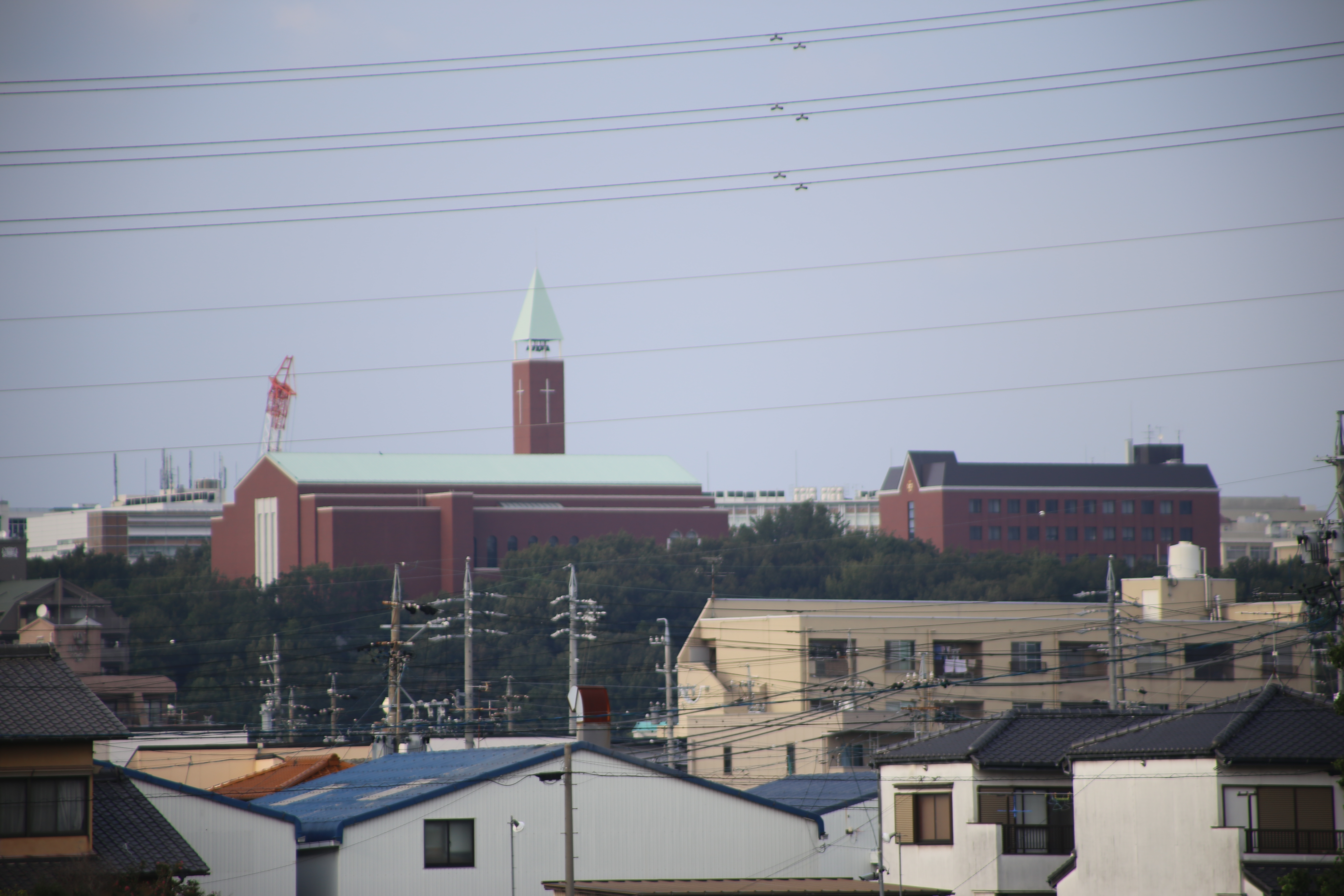
名古屋市守山区の金城学院大学

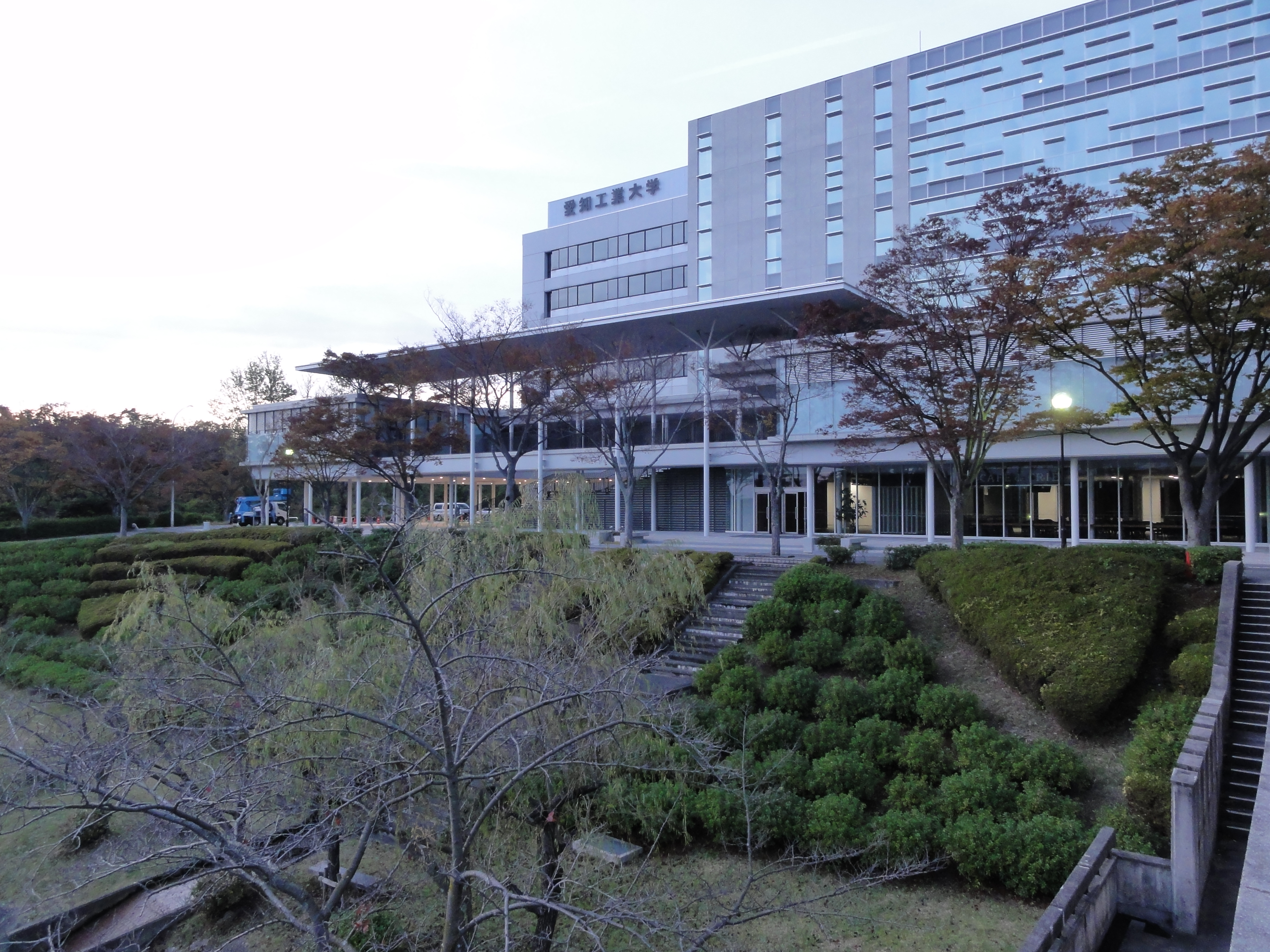
豊田市の愛知工業大学

2003年（平成15年）には瀬戸市周辺の6大学との間で「大学コンソーシアムせと」の協定を結んだ。協定を結んだのは瀬戸市の名古屋学院大学、豊田市の愛知工業大学、名古屋市守山区の金城学院大学、春日井市の中部大学、尾張旭市の名古屋産業大学、瀬戸キャンパスを有する南山大学の6大学。
2004年（平成16年）10月には6大学の附属図書館の蔵書を瀬戸市民が貸出できるようになった。2004年時点の瀬戸市立図書館の蔵書数は約28万冊だったが、6大学の蔵書数は計195万冊であり、瀬戸市民が貸出できる図書は計223万冊となった。大学コンソーシアムせとの図書館連携部会では図書館システムの一元化や横断検索システムの構築も検討したが、費用対効果などの観点から見送っている。「大学図書館の資料を瀬戸市民に提供する」ということに主眼を置いていたため、資料の輸送費は瀬戸市立図書館が負担することとして始まったが、実際にはむしろ大学から瀬戸市立図書館への貸出依頼の方が多かった。中部大学は2010年（平成22年）に大学コンソーシアムせとから離脱しており、提携大学は5大学となっている。
| 大学コンソーシアムせと | 大学コンソーシアムせと | 大学コンソーシアムせと  |
| 機関                   | 所在地                 | 蔵書数 （2014年7月1日） |
| ---------------------- | ---------------------- | ----------------------- |
| 名古屋学院大学         | 瀬戸市                 | 359,294冊               |
| 愛知工業大学           | 豊田市                 | 336,763冊               |
| 金城学院大学           | 名古屋市守山区         | 533,925冊               |
| 名古屋産業大学         | 尾張旭市               | 75,429冊                |
| 南山大学               | 瀬戸市                 | 799,751冊               |
| 瀬戸市立図書館         | 瀬戸市                 | 318,536冊               |

### 地域図書館

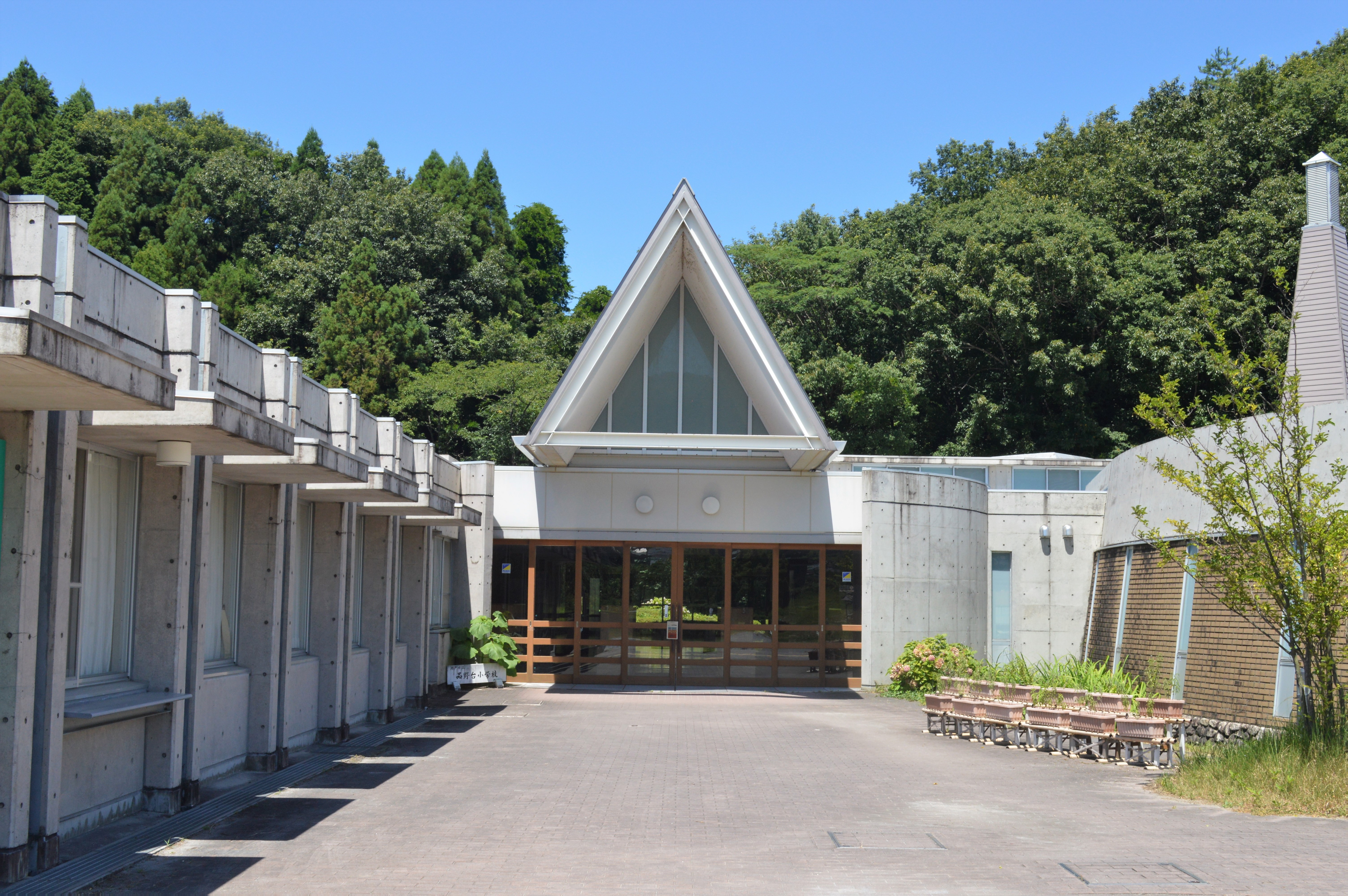
瀬戸市立品野台小学校

2006年（平成18年）以降には「地域図書館」活動に取り組んでおり、市民に対して小中学校の学校図書館を土日祝日に開放している。瀬戸市立図書館本館で予約した図書を「地域図書館」で受け取ったり、本館で貸出した図書を「地域図書館」で返却することも可能である。
2006年度（平成18年度）には蔵書数8,800冊の瀬戸市立品野台小学校を、その後には蔵書数10,500冊の瀬戸市立光陵中学校や蔵書数9,600冊の瀬戸市立西陵小学校を、2010年度（平成22年度）には瀬戸市立水野小学校を、その後には瀬戸市立東山小学校を「地域図書館」に指定した。「地域図書館」の活動が評価され、2010年（平成22年）4月には文部科学省の「子どもの読書活動優秀実践図書館」に選ばれた。2011年度からは学校図書館に司書を派遣している。
| 「地域図書館」事業 | 「地域図書館」事業 | 「地域図書館」事業   | 「地域図書館」事業 |
| #                  | 開始時期           | 小学校名             | 蔵書数             |
| ------------------ | ------------------ | -------------------- | ------------------ |
| 1.                 | 2006年10月         | 瀬戸市立品野台小学校 | 8,800冊            |
| 2.                 | 2008年10月         | 瀬戸市立光陵中学校   | 10,500冊           |
| 3.                 | 2009年10月         | 瀬戸市立西陵小学校   | 9,600冊            |
| 4.                 | 2010年10月         | 瀬戸市立水野小学校   |                    |
| 5.                 | 2011年10月         | 瀬戸市立東山小学校   |                    |

### 視聴覚ライブラリー
戦後の1949年（昭和24年）には瀬戸地区視聴覚振興委員会が発足し、1953年（昭和28年）には瀬戸市視聴覚ライブラリーが設立された。教育目的163本・娯楽目的7本の視聴覚フィルム、映写機4台・幻灯機4台・磁気録音機3台・写真機1台などの視聴覚機材を有していた。昭和30年代から40年代にかけて、学校や団体などが様々な活動を行っている。1974年（昭和49年）には視聴覚ライブラリーの体制が変更され、1988年（昭和63年）には視聴覚ライブラリーが図書館に併設された。

## 蔵書数・貸出数
| 瀬戸市立図書館の蔵書冊数 | 瀬戸市立図書館の蔵書冊数 | 瀬戸市立図書館の蔵書冊数 | 瀬戸市立図書館の蔵書冊数 | 瀬戸市立図書館の蔵書冊数 |
| ------------------------ | ------------------------ | ------------------------ | ------------------------ | ------------------------ |
| 年度                     |                          |                          |                          | 冊数                     |
| 1945                     | 1945                     |                          | 2,300                    | 2,300                    |
| 1950                     | 1950                     |                          | 7,623                    | 7,623                    |
| 1960                     | 1960                     |                          | 18,384                   | 18,384                   |
| 1970                     | 1970                     |                          | 32,407                   | 32,407                   |
| 1980                     | 1980                     |                          | 69,554                   | 69,554                   |
| 1990                     | 1990                     |                          | 166,159                  | 166,159                  |
| 2000                     | 2000                     |                          | 273,849                  | 273,849                  |
| 2010                     | 2010                     |                          | 307,133                  | 307,133                  |

| 瀬戸市立図書館の貸出冊数 | 瀬戸市立図書館の貸出冊数 | 瀬戸市立図書館の貸出冊数 | 瀬戸市立図書館の貸出冊数 | 瀬戸市立図書館の貸出冊数 |
| ------------------------ | ------------------------ | ------------------------ | ------------------------ | ------------------------ |
| 年度                     |                          |                          |                          | 冊数                     |
| 1945                     |                          |                          |                          |                          |
| 1952                     | 1952                     |                          | 29,988                   | 29,988                   |
| 1960                     | 1960                     |                          | 14,240                   | 14,240                   |
| 1971                     | 1971                     |                          | 34,201                   | 34,201                   |
| 1980                     | 1980                     |                          | 117,599                  | 117,599                  |
| 1990                     | 1990                     |                          | 357,999                  | 357,999                  |
| 2000                     | 2000                     |                          | 555,527                  | 555,527                  |
| 2010                     | 2010                     |                          | 661,093                  | 661,093                  |

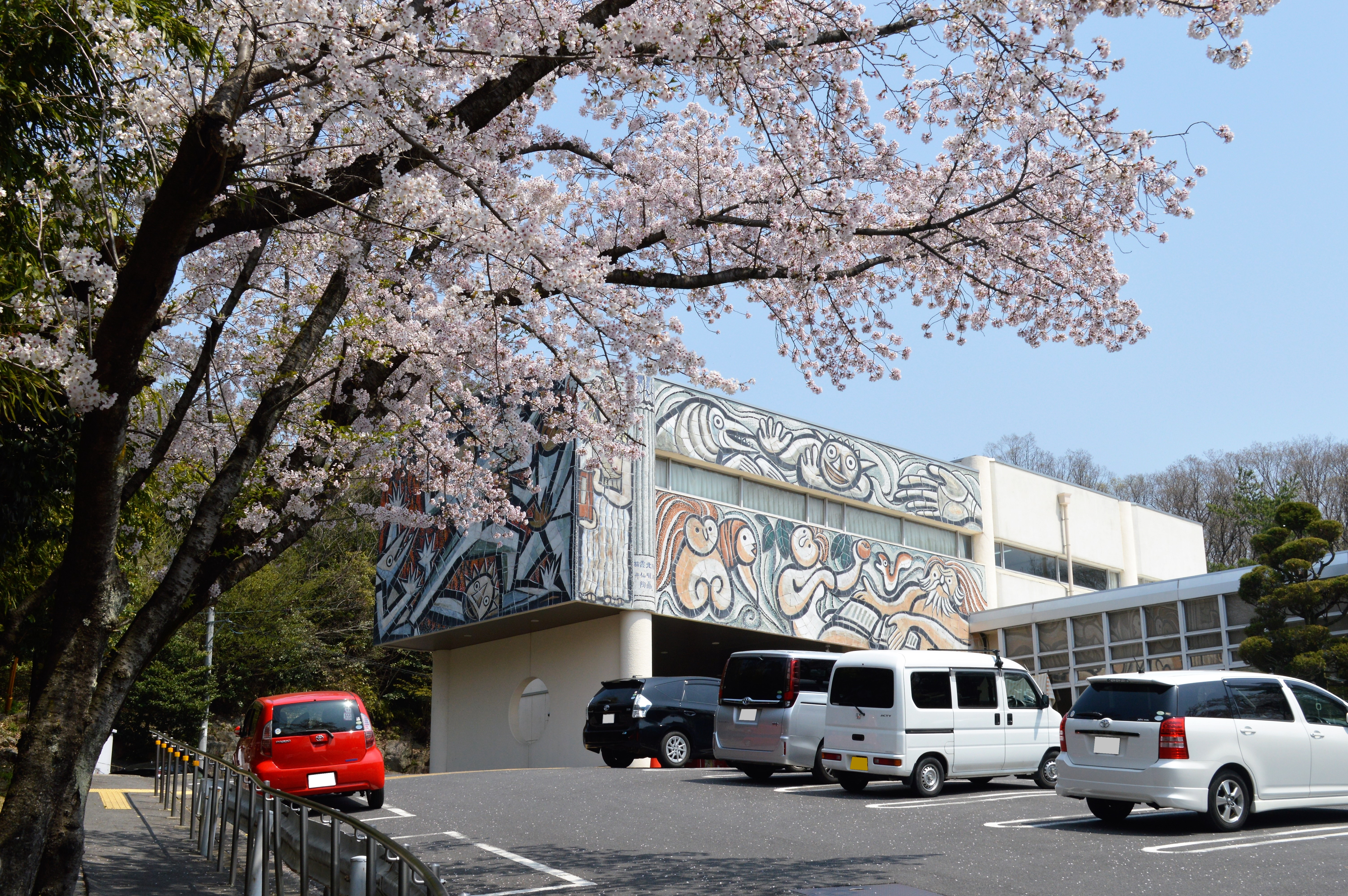
サクラが咲く時期の瀬戸市立図書館

2014年度末の蔵書冊数は317,600冊であり、2014年度の貸出冊数は679,743冊だった。瀬戸市立図書館への入館者数は238,623人であり、パルティせと3階情報ライブラリーへの入館者数は95,352人だった。地場産業である窯業や陶磁器に関する資料の収集に努めており、これらの資料や地域資料は2階の参考室に所蔵している。
日本図書館協会が刊行している『日本の図書館 2014』によると、人口規模が似通っている10自治体（131,000人から133,000人）の中でもっとも延床面積が狭く、もっとも古くに建設された図書館である。また近隣自治体6自治体（瀬戸市・尾張旭市・春日井市・長久手市・小牧市・日進市）の中で2番目に延床面積が狭く、もっとも古くに建設された図書館である。延床面積1m2あたりの蔵書冊数は200冊を超えている。
『日本の図書館 2014』によると、人口規模が似通っている10自治体の中で4番目に貸出冊数が多い。また近隣自治体6自治体の中で3番目に貸出冊数が多い。瀬戸市立図書館は一週間の中に定期休館日がなく、開館日が多いことも貸出冊数の多さに影響しているとされる。

## 利用案内
| 瀬戸市立図書館の利用案内 | 瀬戸市立図書館の利用案内                                       |
| ------------------------ | -------------------------------------------------------------- |
| フロア案内               | 1階 : 一般開架室、児童コーナー、新聞雑誌閲覧室、集会室、事務室 |
| フロア案内               | 2階 : 郷土資料室、コンピュータ室、会議室、ボランティア室、書庫 |
| 開館時間                 | 4月から9月 : 9時から19時                                       |
| 開館時間                 | 10月から3月 : 9時から18時                                      |
| 休館日                   | 第4水曜日・年末年始・特別整理期間                              |
| 貸出期間                 | 図書・紙芝居は3週間、視聴覚資料・雑誌は2週間                   |
| 貸出点数                 | 10点まで                                                       |